# 諾拉·賈科瓦
諾拉·賈科瓦（1992年8月17日—），科索沃柔道運動員。她代表科索沃隊參加了日本舉行的2020年夏季奧林匹克運動會，並且在女子57公斤級比賽上獲得金牌。